# Humanic
Humanic je rakouská obuvnická společnost, která je dceřinou společností koncernu Leder und Schuh se sídlem ve Štýrském Hradci.

## Historie
Koncern Leder und Schuh, jehož součástí je i společnost Humanic, je jednou z největších obuvnických společností v Evropě. Společnost byla založena ve Štýrském Hradci v roce 1872 pod jménem D. H. Pollak & Co. Brzo se stala největším výrobcem obuvi ve střední Evropě a vyvážela své produkty do celého světa. Boty se po určitou dobu vyráběly také v továrně v Jihlavě.
První dva obchody Humanic, dceřiné společnosti koncernu, byly otevřeny v roce 1907 ve Vídni na Mariahilfer Straße. Do roku 1991 společnost působila výhradně na domácím trhu. Akvizicí majoritního podílu v maďarské společnosti Szivárvány Rt. se sídlem v Budapešti byl počátek působení společnosti v zahraničí. V roce 2009 společnost vstoupila na trh v Chorvatsku a Bulharsku. Od roku 2010 je zastoupena v 9 evropských zemích. Největší prodejna se nachází na Schildergasse v Kolíně nad Rýnem. Na vídeňské Mariahilfer Straße společnost provozuje největší sklad v Rakousku. Od března 2009 společnost provozuje také internetový obchod. Česká pobočka Humanic byla založena v roce 1992 se sídlem v Brně.